# Norgesserien
O Campeonato Norueguês de Futebol, já teve três nomes, o primeiro deles, a Norgesserien (Liga da Noruega, em português). Iniciado na temporada 1937/1938, o campeonato teve três edições, nas temporadas de 37/38, 38/39 e 47/48. No período entre 1939 e 1947, o campeonato foi interrompido devido à guerra mundial.
Três equipes conquistaram o título. Foram: Fredrikstad Lyn, Fredrikstad Skeid e Freidig Sparta Sarpsborg.
As equipes eram divididas em oito grupos distritais, sendo que os alguns distritos possuíam mais de um grupo devido à quantidade de equipes. Os melhores de cada chave avançavam para a segunda fase, de jogos eliminatórios, até a final. O de cada grupo último era despromovido.